# マツダ・RX
マツダ・RXは、マツダがロータリーエンジンを搭載した自動車に与えている共通の名称である。

## モデル一覧

### RX-2

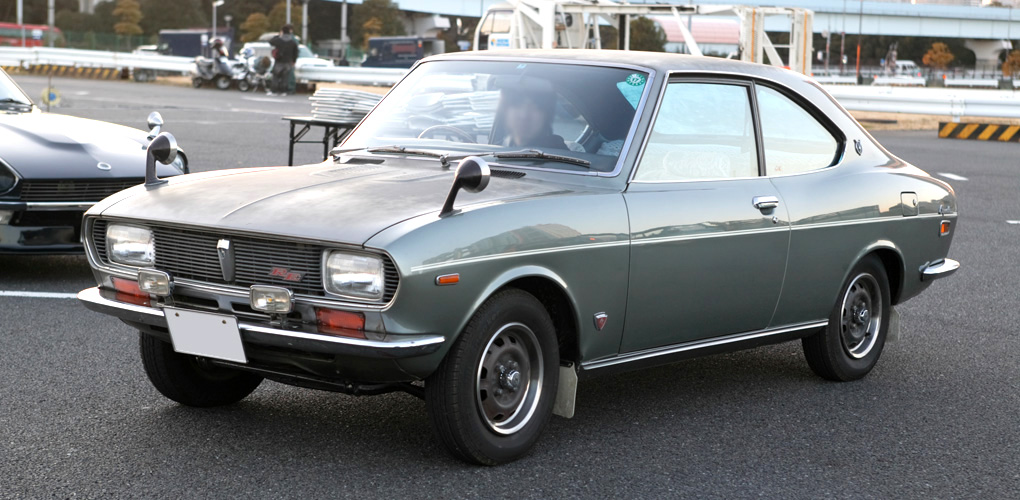
RX-2（画像は日本向けカペラロータリークーペ）

初代カペラの輸出仕様のうち、ロータリーエンジン搭載車に「RX-2」の名称が用いられた。

### RX-3

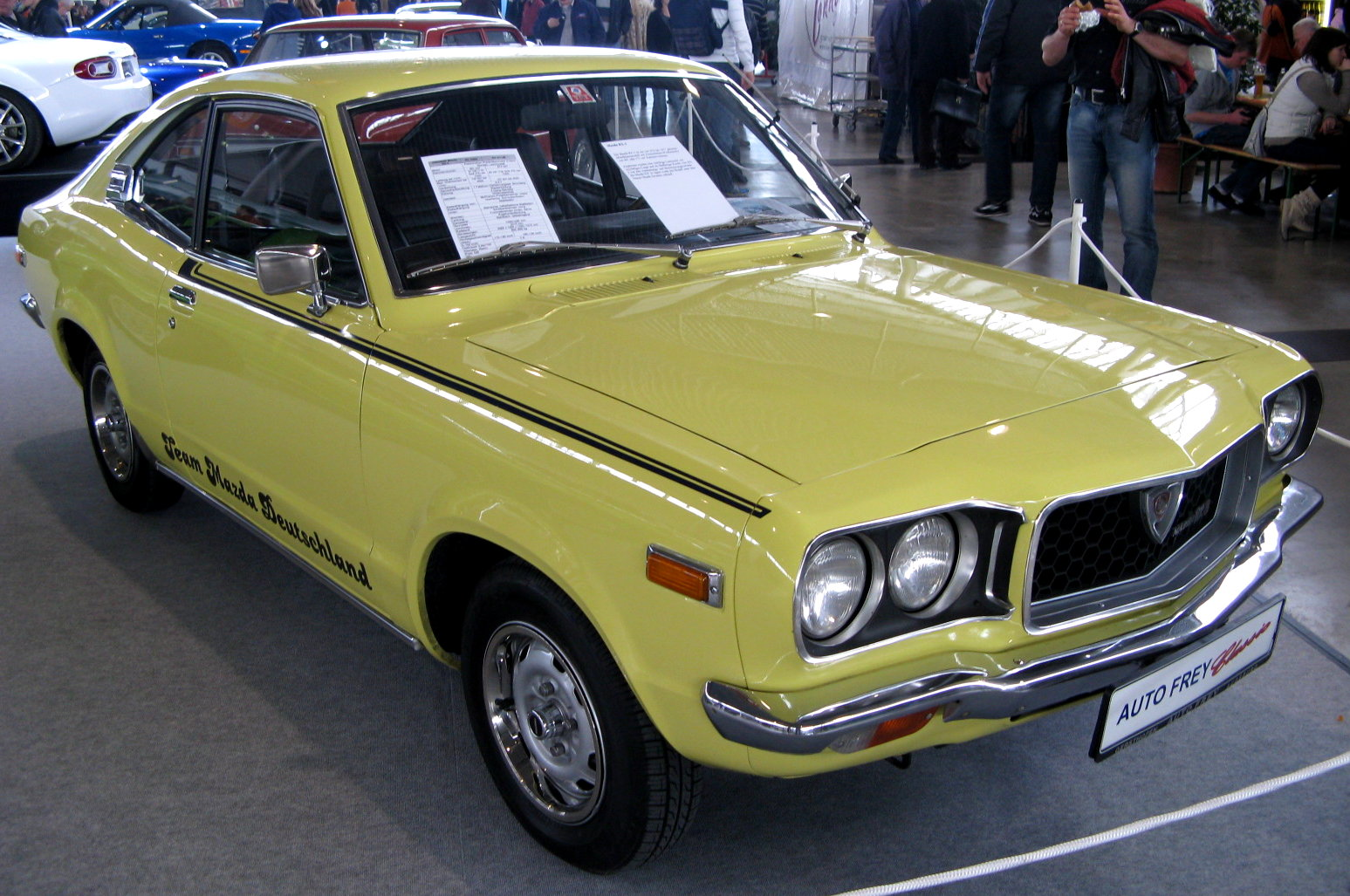
RX-3

サバンナの輸出仕様のうち、ロータリーエンジン搭載車に「RX-3」の名称が用いられた。また、日本国内においてもレース仕様車は「サバンナRX-3」の呼称を用いていた。

### RX-4

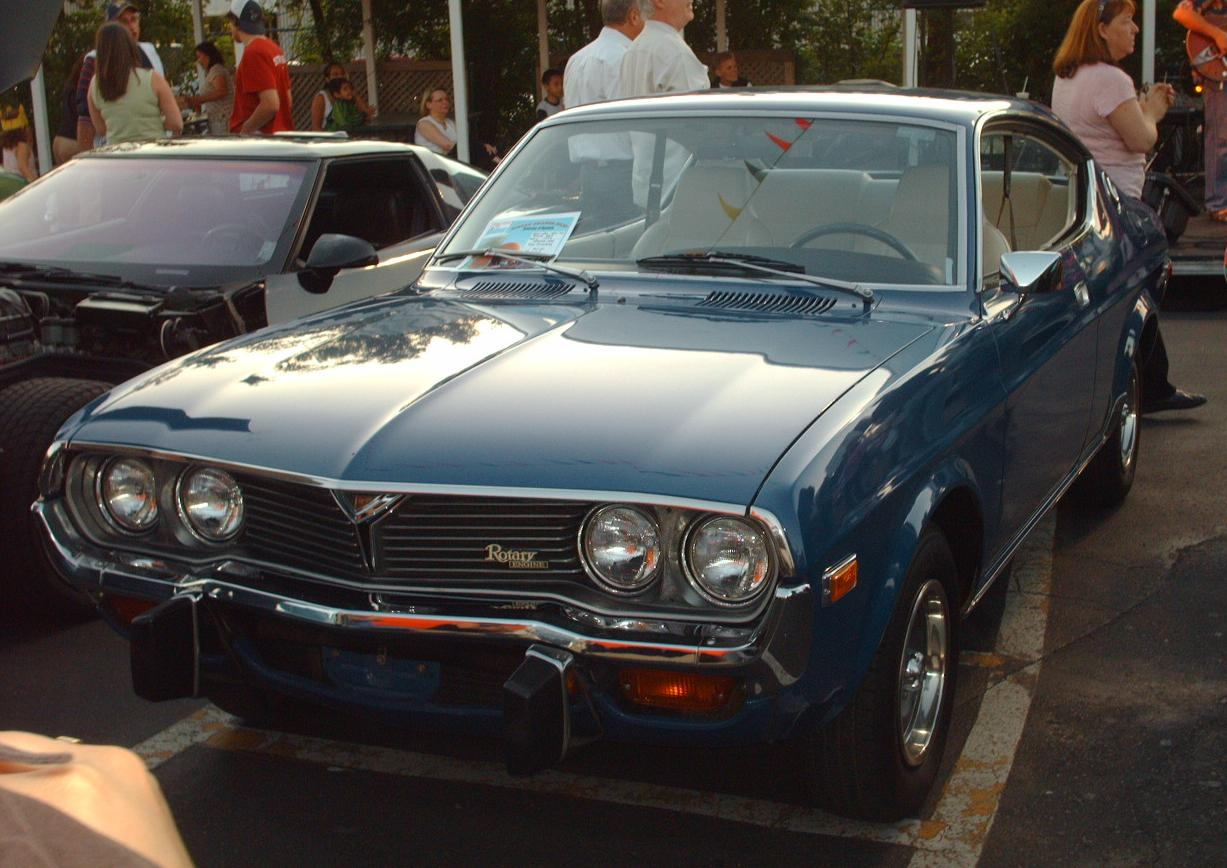
RX-4

2代目ルーチェの輸出仕様のうち、ロータリーエンジン搭載車に「RX-4」の名称が用いられた。

### RX-5

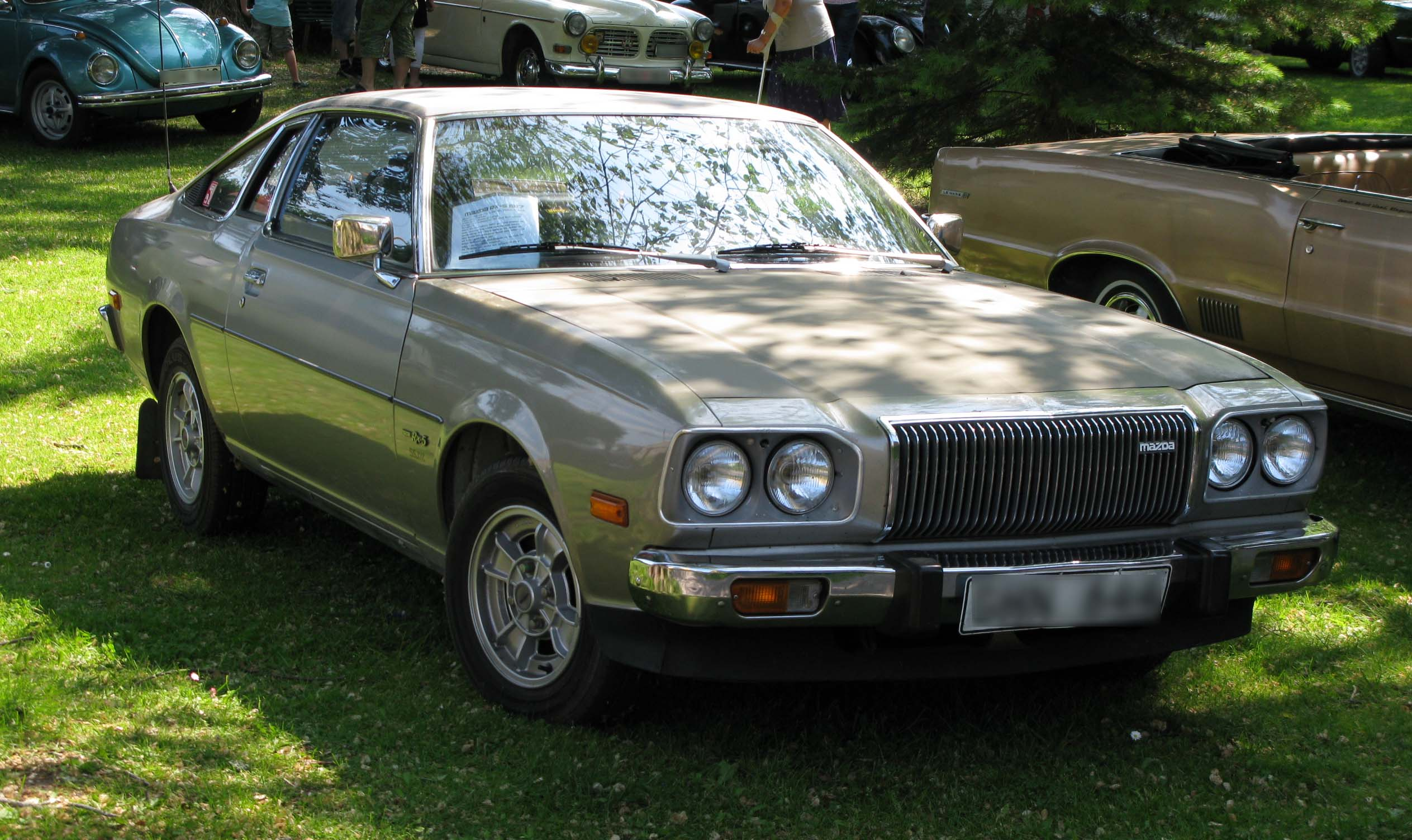
RX-5

2代目コスモAPの輸出仕様のうち、ロータリーエンジン搭載車に「RX-5」の名称が用いられた。

### RX-7

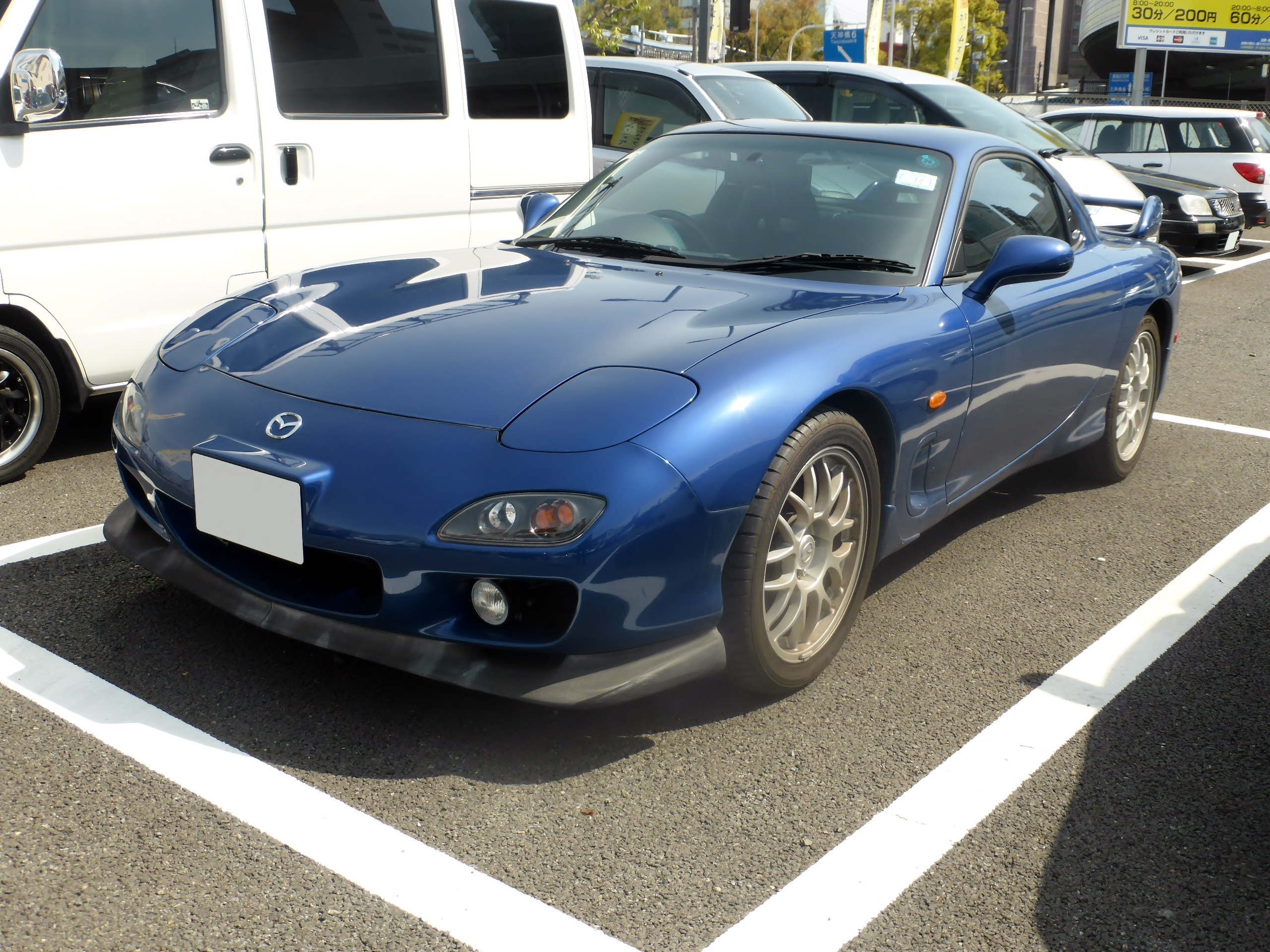
RX-7（FD3S）

### RX-8

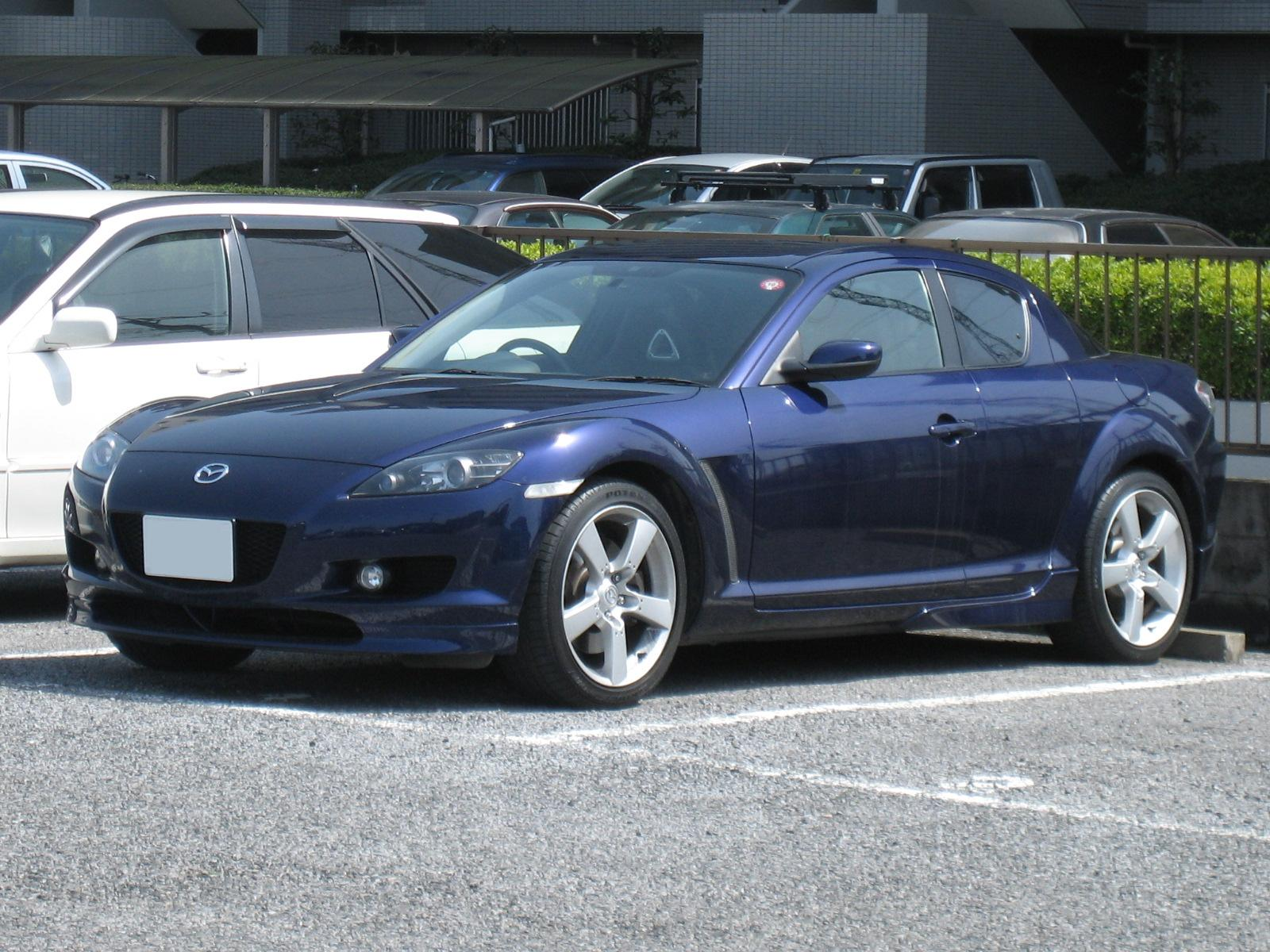
RX-8（前期型）

### RX-9

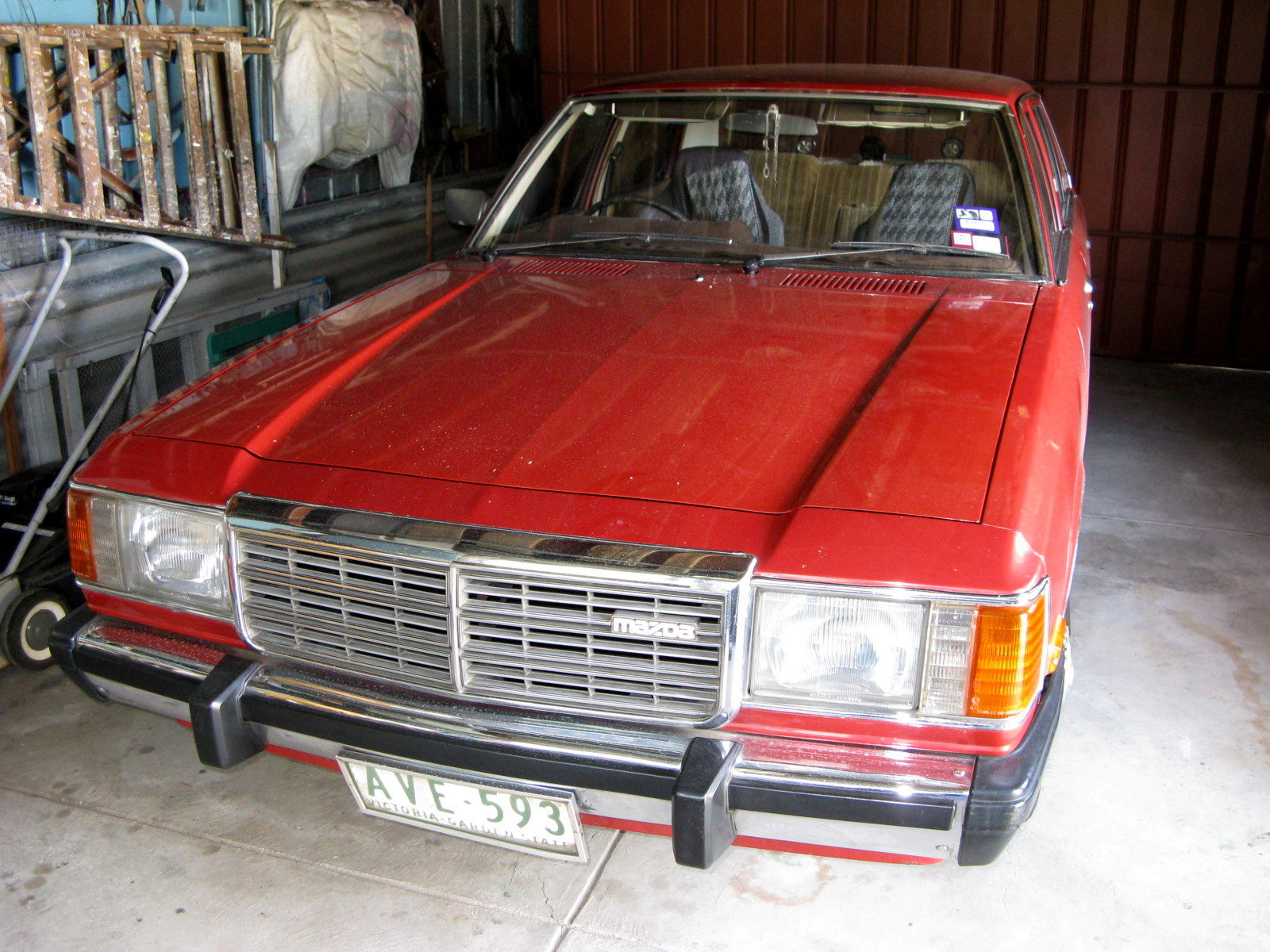
RX-9

3代目ルーチェの輸出仕様のうち、ロータリーエンジン搭載車に「RX-9」の名称が用いられた。

### コンセプトカー

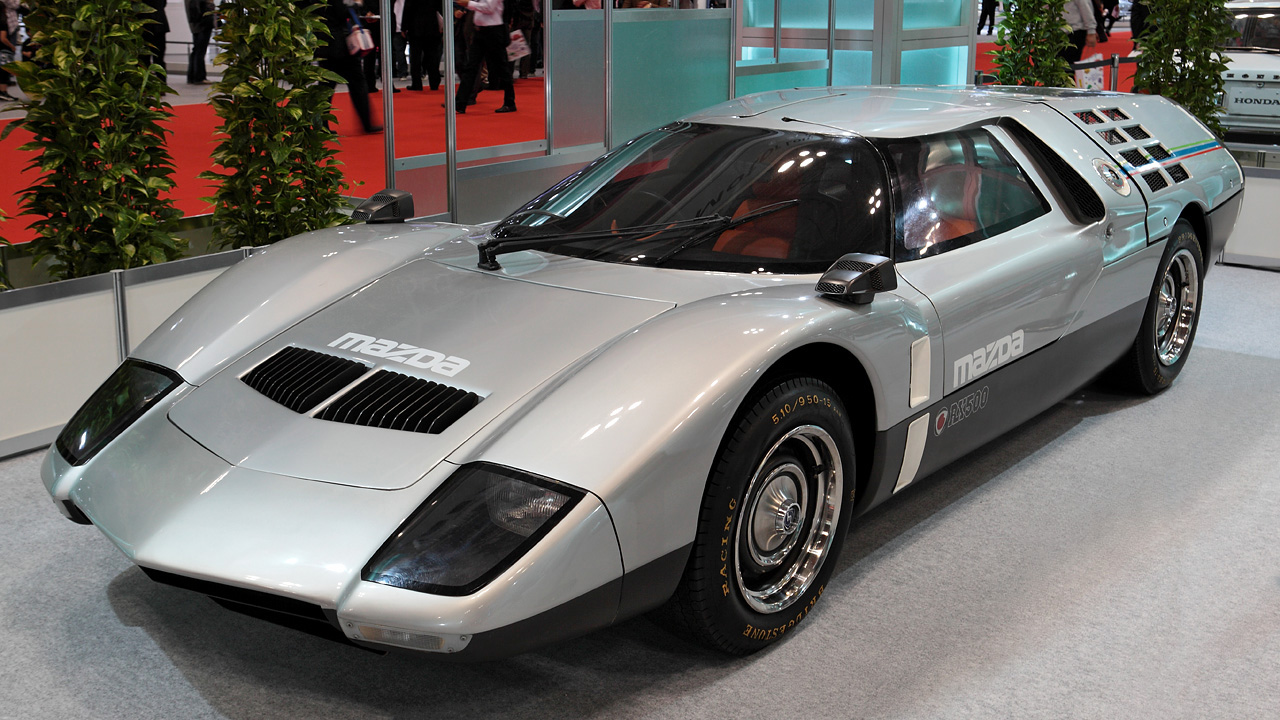
RX500

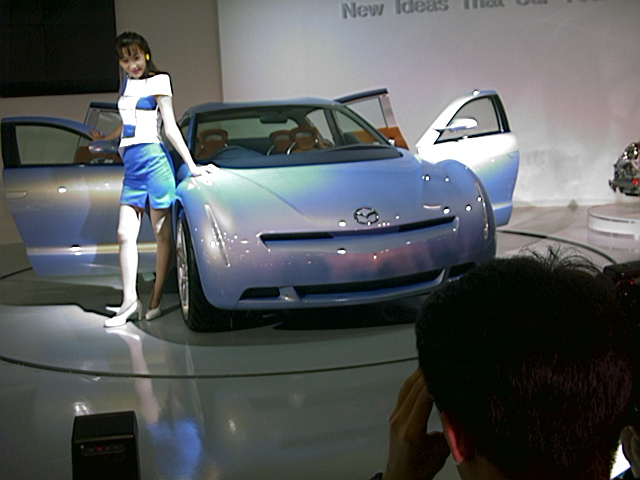
RX-EVOLV

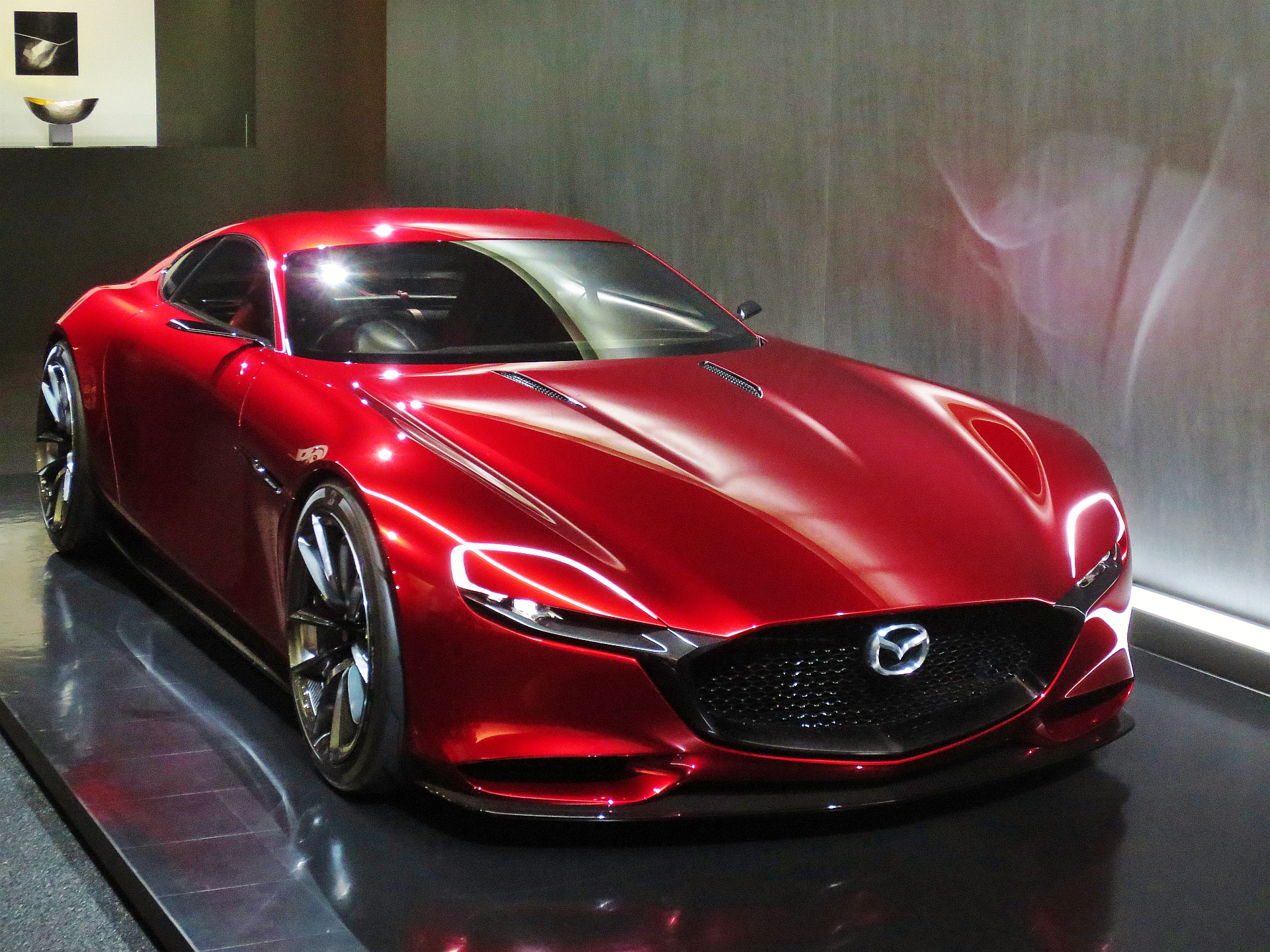
RX-VISION

コンセプトカーでは、これまでにRX500（1970年）、RX-01（1995年）、RX-EVOLV（1999年）、RX-VISION（2015年）が発表されている。

### レーシングカー

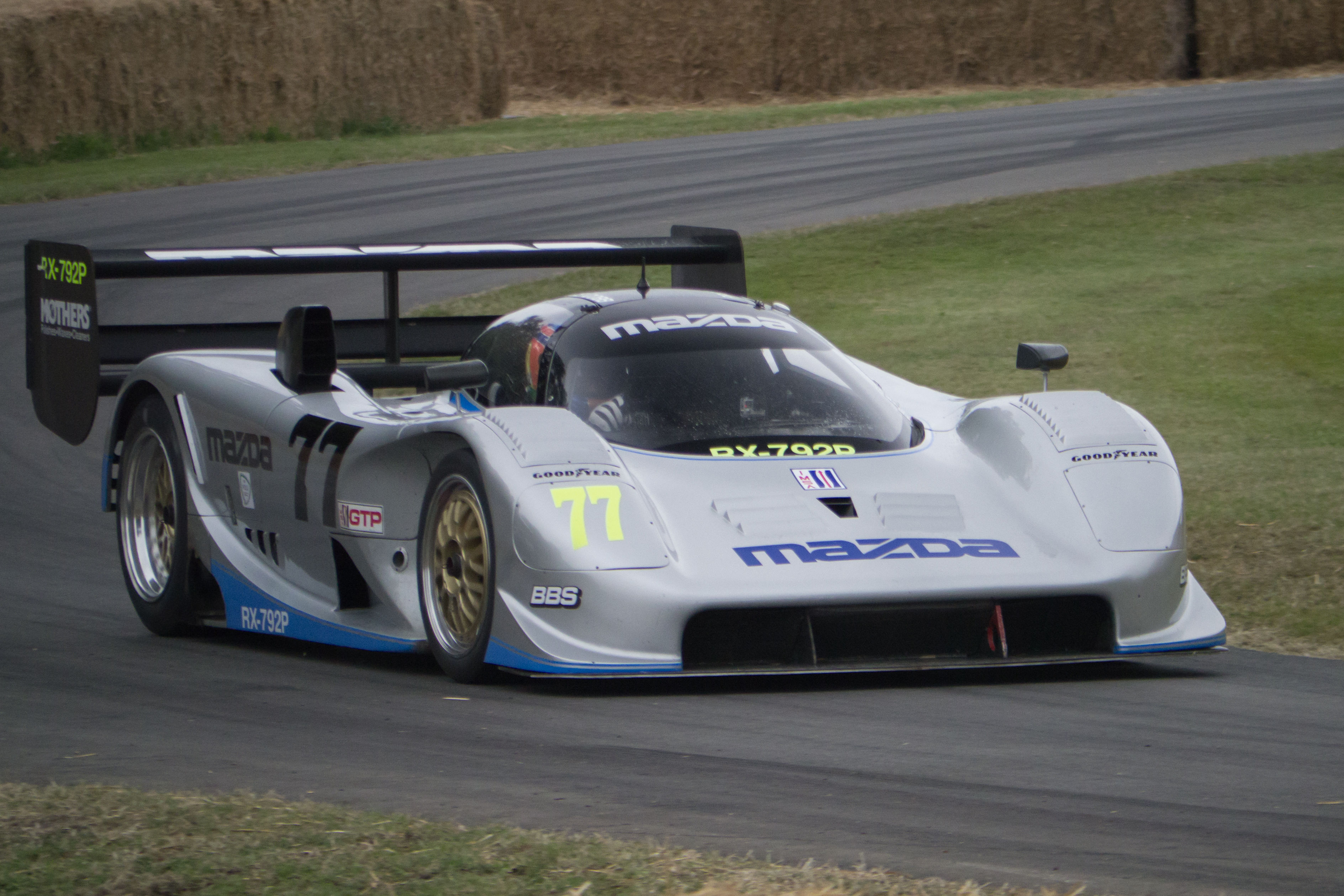
RX-792P

プロトタイプレーシングカーでは、1992年にIMSA-GTP規定のRX-792Pが実戦投入されている。

## 備考
- 「RX-1」「RX-6」は欠番となっている[1]。
- マツダ初のロータリーエンジン車であるコスモスポーツには、輸出仕様を含めて「RX」のネーミングは与えられなかった[2]。
- 1967年の第14回東京モーターショーには「RX85」および「RX87」のコードネームを持つ2台のプロトタイプが出展されたが、前者はファミリアロータリークーペとして、後者はルーチェロータリークーペとしてそれぞれ市販され、いずれも「RX」のネーミングは与えられなかった。